# Aliança Universal Assíria
L'Aliança Universal Assíria (en arameu: ܚܘܝܕܐ ܬܒ̣ܝܠܝܐ ܐܬܘܪܝܐ; en àrab: الاتحاد الأشوري العالمي; en persa: اتحادیه جهانی آشوریها) és una organització ètnica assíria creada com a entitat multipartidista per tal d'incloure totes les organitzacions assíries arreu del món. El seu dirigent actual (des de 2008) és Yonathan Betkolia, iranià i representant assiri al parlament de la república islàmica de l'Iran; anteriorment era Praidon Darmoo que va substituir (2007) al dimitit Emanuel Kamber. Aquest havia estat designat el 2005 en el lloc del senador americà per Illinois John Nimrod.
Fou creada el 13 d'abril de 1968 al congrés assiri de Pau (Aquitània, França). El 1983 va perdre influència i es va estructurar de fet com a partit polític a Nova Jersey, però sense perdre la voluntat d'unió de tots els assiris. El 1991 va esdevenir membre de la UNPO (Unrepresented Nations and Peoples Organization). El 1992 el seu paper de "paraigua" de diverses organitzacions fou abandonat per tots els membres i la AUA va començar a participar en les conferències assíries com a partit polític tot i que els seus líders insisteixen en la seva finalitat de representació col·lectiva. Poques organitzacions l'accepten com a representant de tots dels assiris. Les entitats afiliades el 2010 són:
- Congrés Nacional Assiri de Geòrgia
- Consell Nacional Assiri de l'Iran
- Associació Assíria d'Armènia
- Federació Nacional Assíria d'Austràlia
- Federació Assíria de Rússia.

## Congressos
- I.- Pau, França, 1968
- II.- Londres, Regne Unit, 1969
- III.- Colònia, Alemanya, 1970
- IV.- Teheran, Iran, 1971
- V.- Ginebra, Suïssa,1972
- VI.- Nova York, USA, 1973
- VII.- Chicago, USA, 1974
- VIII.- Ginebra, Suïssa, 1975
- IX.- Estocolm, Suècia, 1976
- X.- Londres, 1977
- XI.- Sense detalls
- XII.- Sense detalls
- XIII.- Los Angeles, USA, 1981
- XIV.- Los Angeles, USA, 1982
- XV.- Sense detalls
- XVI.- Londres, 1985
- XVII.- Sydney, Austràlia, 1989
- XVIII.- Chicago, USA, 1992
- XIX.- Modesto, USA, 1994
- XX.- Sense detalls
- XXI.- Dearborn, USA, 1997
- XXII.- Teheran, Iran, 1998
- XXIII.- Marbella, 2001
- XXIV.- Londres, 2005
- XXV.- Jönköping, Suècia, 2008
- XVI.- Sydney, Austràlia, 2009

## Bandera
Ha utilitzat sempre la bandera nacional. En algun congrés s'ha exhibit bandera blanca amb elements propis de l'acte (hi ha fotos de les banderes utilitzades a Teheran el 2008 i a Sydney el 2009). Consta també l'ús d'un logotip i un segell.